# سارة لاينغ
سارة لاينغ (بالإنجليزية: Sarah Laing)‏ هي كاتِبة ورسامة كارتون نيوزيلندية، ولدت في 17 مايو 1973 في Champaign–Urbana metropolitan area ‏ في الولايات المتحدة.